# Leutewitz (Riesa)

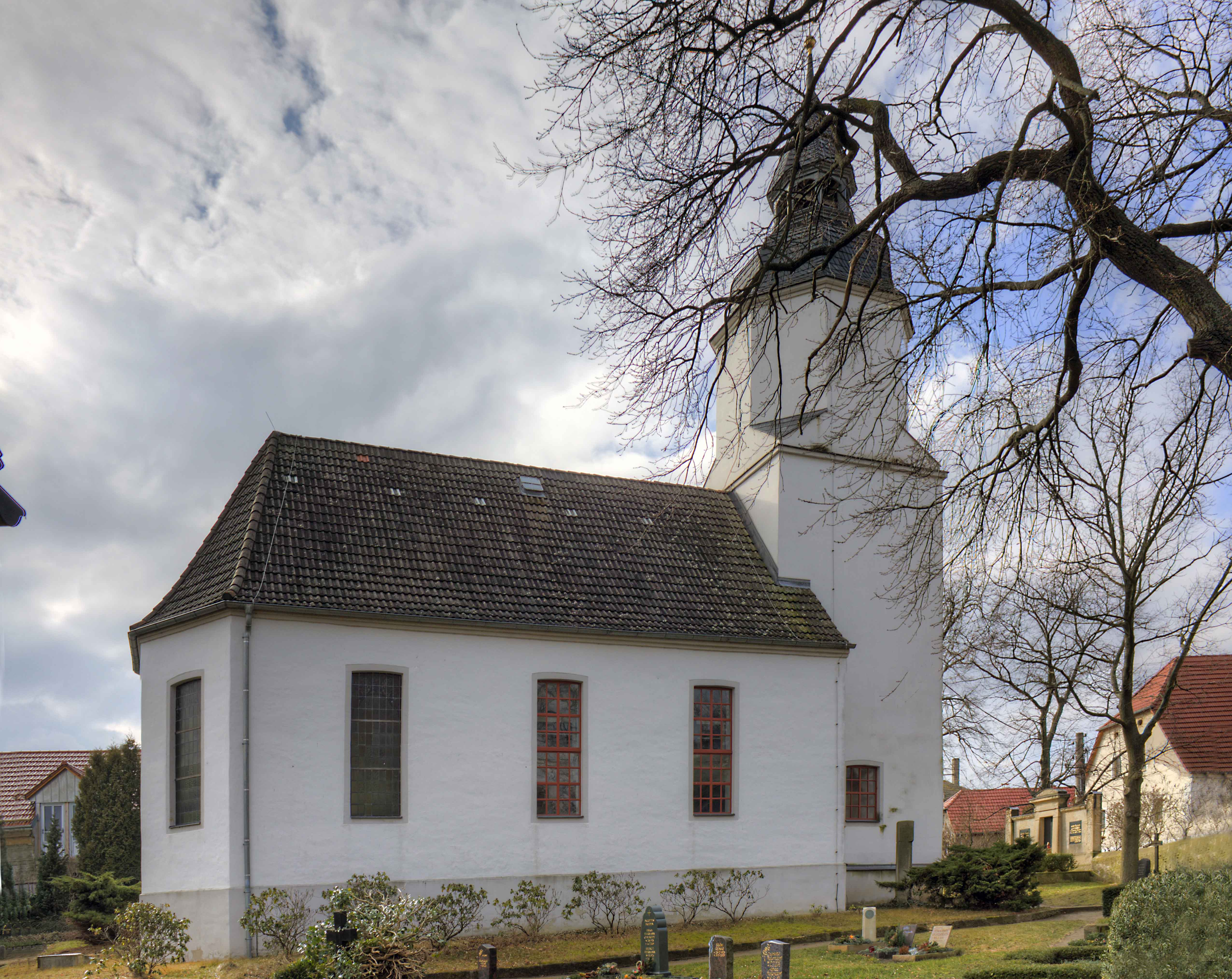
Kirche in Leutewitz

Leutewitz ist ein Ortsteil der Stadt Riesa im Landkreis Meißen, Sachsen. Er hat 180 Einwohner (31. Dezember 2019) und befindet sich knapp sechs Kilometer südöstlich von Riesa gegenüber Nünchritz in der Elbaue.

## Geographie

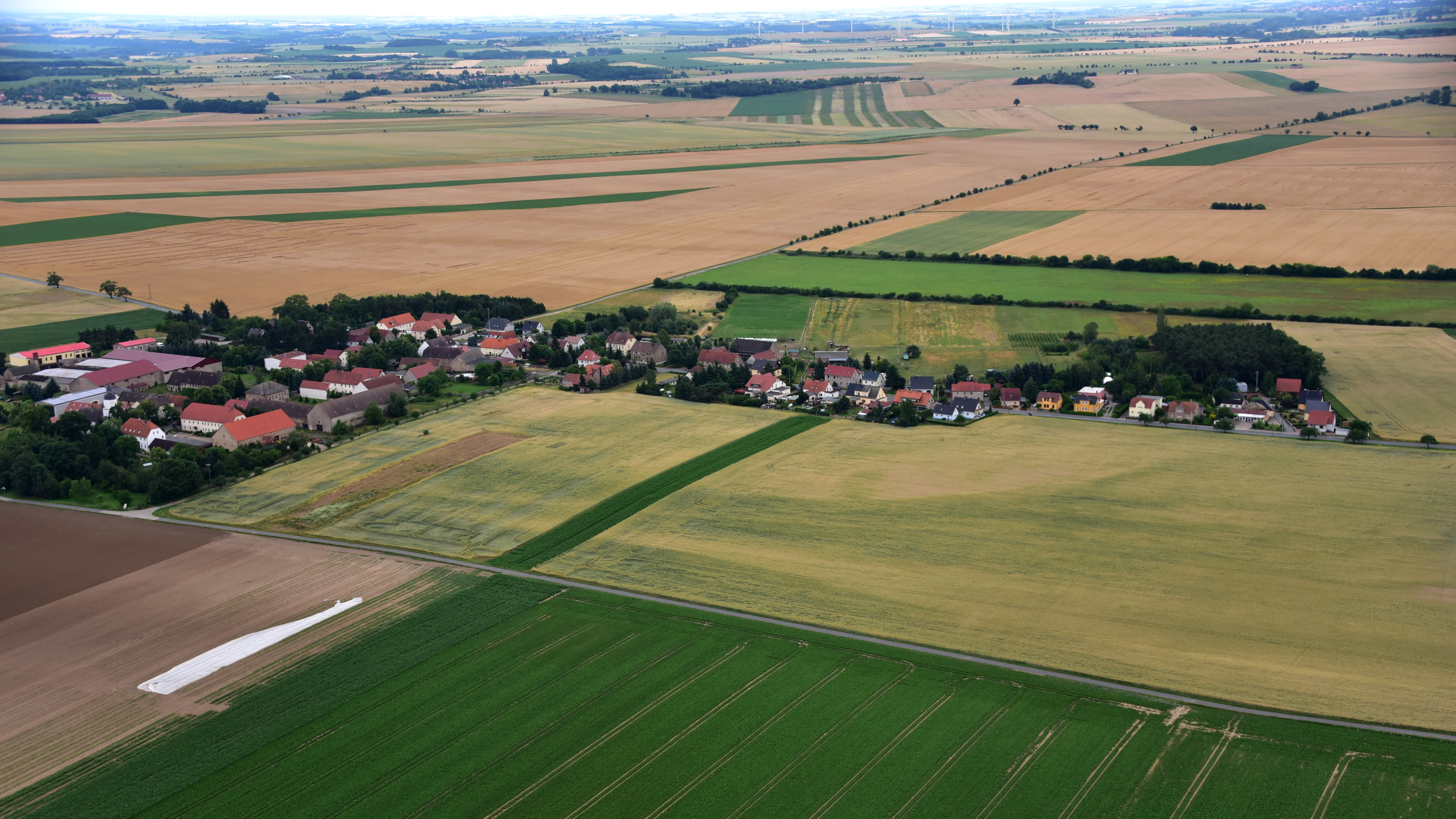
Leutewitz, Luftaufnahme (2017)

Leutewitz liegt in 100 m ü. M. am linken Elbufer. Westlich des Dorfes befindet sich der Verkehrslandeplatz Riesa-Göhlis. Nachbarorte sind Göhlis im Nordwesten, Poppitz im Westen, Heyda im Südwesten, Schänitz im Südosten sowie am gegenüberliegenden Elbufer Grödel im Norden, Nünchritz im Osten und Leckwitz im Südosten.

## Geschichte

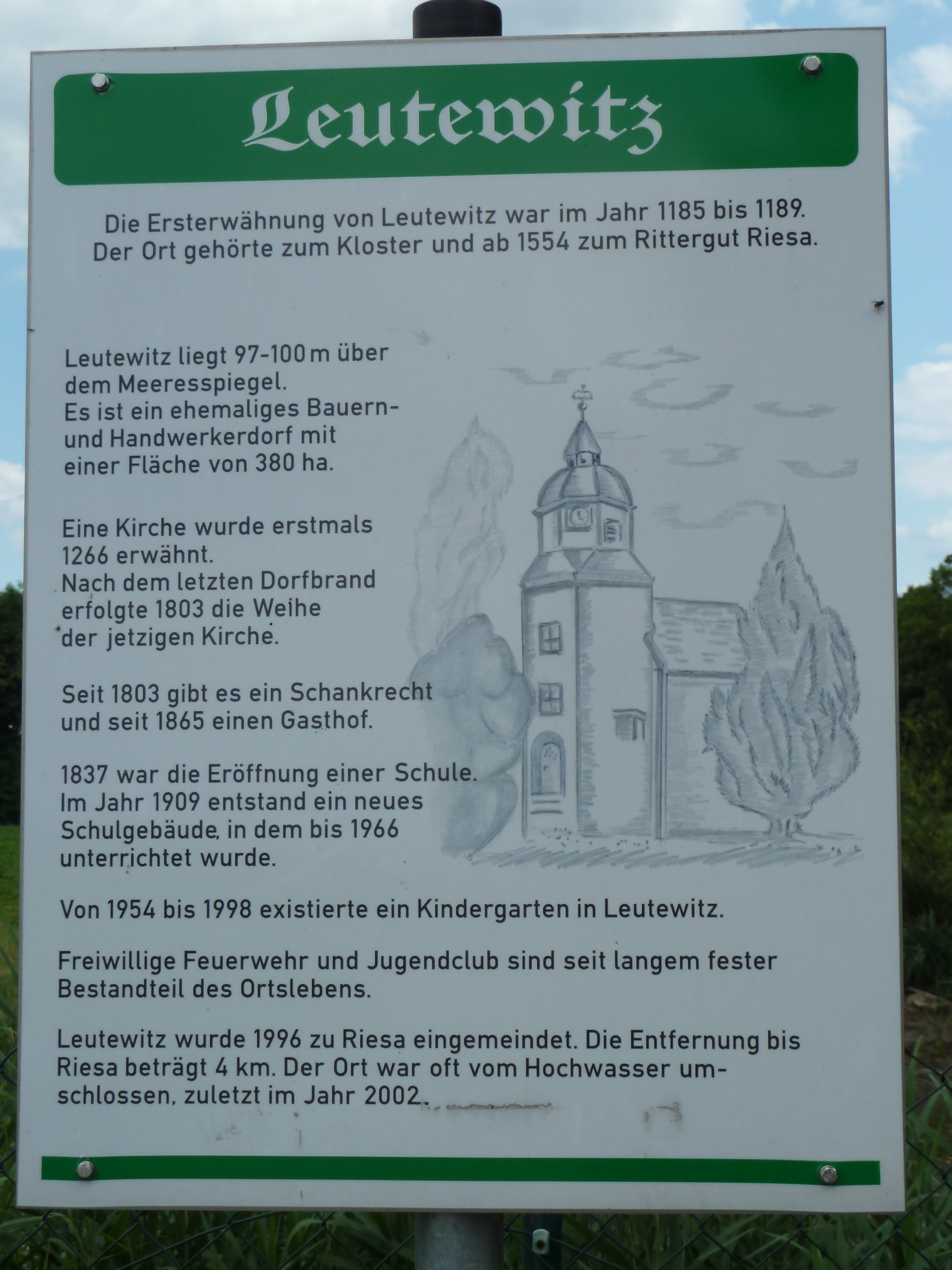
Informationstafel am Elbradweg

Erstmals urkundlich wurde Lutunewiz im Jahr 1186/90 erwähnt. Der Ort entstand auf einer Anhöhe an einem Flussarm der Elbe. Die Besiedlung erfolgte jedoch weitaus früher, wie sich durch archäologische Funde belegen lässt. Auf dem im Süden des heutigen Dorfes gelegenen Scheitel der Anhöhe befand sich bereits in der Mittelbronzezeit eine Siedlung mit Urnengrabstätte. Nordöstlich, an der Landstraße nach Riesa, wurde ein weiteres frühgermanisches Urnenfeld aus dem 1. Jahrtausend v. Chr. und Reste einer Besiedlung aus dem 1. Jahrtausend vorgefunden.
Neben dem adligen Grundbesitz gehörte ein Teil von Leutewitz zum Benediktinerkloster zu Riesa, das ein Vorwerk errichtet hatte. Seit 1266 ist die unter dem Patronat des Klosters stehende Kirche nachweislich. 1435 erfolgte die Aufteilung der Vorwerksfluren in Bauernlehne. 1650 brannte durch einen Blitzschlag das gesamte Dorf bis auf die Kirche nieder. Einem weiteren Großbrand fielen am 19. November 1801 neben der Kirche und dem Pfarrhaus noch acht Häuser zum Opfer. Bis 1839 war Leutewitz dem Rittergut Riesa untertänig.
Bei der Elbregulierung zum Ende des Jahrhunderts wurde der Leutewitzer Elbarm trockenlegt und die davor befindliche Insel Werder durch Anschüttung angelandet. Die etwa anderthalb Kilometer lange frühere Insel wurde mit Dämmen gegen Hochwasser geschützt und der Flur Leutewitz zugeschlagen. 1909 wurde das Schulhaus eingeweiht. Während des Zweiten Weltkrieges entstand westlich von Leutewitz der Fliegerhorst Göhlis, der während der DDR-Zeit durch die GST als Sportflugplatz genutzt wurde und heute den Namen „Verkehrslandeplatz Riesa-Göhlis“ trägt. Im Jahr 1966 wurde die Schule geschlossen und zum Kindergarten umgenutzt (bis 1998). Neuer Schulort wurde Boritz. Leutewitz blieb ein reines Bauerndorf, in dem der Kartoffelanbau eine große Rolle spielte und in den 1970er Jahren Kartoffelschäler-, Lagerungs- und Verpackungsanlagen für die Knollen entstanden. Etwa drei Viertel der Einwohner war in den Riesaer Industriebetrieben tätig.
Leutewitz wurde am 1. Juli 1996 nach Riesa eingemeindet.

## Sehenswürdigkeiten
- Die Kirche mit dem Friedhof bildet den nordöstlichen Abschluss des Ortes. Sie ist seit 1266 nachweisbar und wurde anstelle einer im 12. Jahrhundert durch das Kloster Riesa errichteten Kapelle erbaut. Nach 1541 verlor sie ihren Status als Pfarrkirche und wurde zur Filialkirche von Heyda, deren Pfarrer jedoch im Pfarrhaus Leutewitz seinen Wohnsitz hatte. Nach dem Brand von 1801 wurde 1803 der nun mit einem Turm versehene Kirchneubau geweiht. Der Kanzelaltar von 1803 ist ein Werk von Johann Gottfried Lämmle aus Mühlberg. 1817 erhielt die Kirche ihr vom Orgelbaumeister Johann Georg Friedlieb Zöllner aus Hubertusburg gefertigtes Instrument. Zwischen 1997 und 2006 wurde die Kirche saniert. Sie gehört seit 2005 zur Martinsgemeinde Hirschstein.
- Südöstlich des Dorfes in Richtung Heyda befindet sich am Rande der Obstplantage ein Gedenkstein für den 1981 dort erlegten Elch.
- Im Dorf bestehen mehrerer Drei- und Vierseithöfe, von denen einige mit Fachwerkobergeschossen versehen sind. Eine Besonderheit stellen ein Torhaus von 1791 sowie zwei Kumthallen dar.